# 温泉スタンド

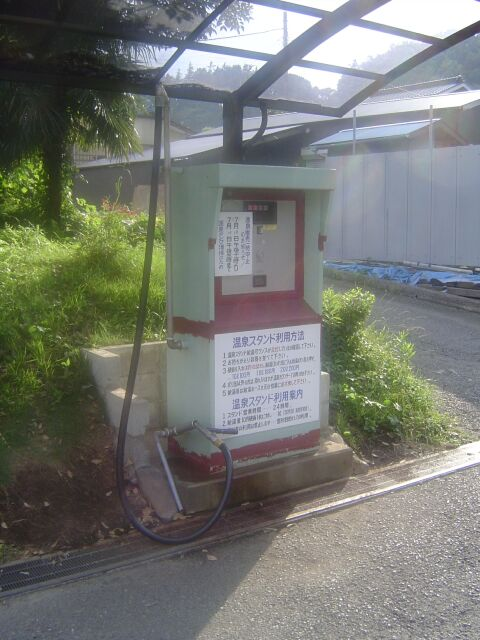
温泉スタンド（横浜温泉チャレンジャー）

温泉スタンド（おんせんスタンド）とは、温泉を販売あるいは無償提供している施設、または自動販売機のこと。ペットボトルなどに詰められた温泉を販売するのではなく、貯湯槽に貯められた温泉水を、購入者が持参したポリタンクなどの容積が大きい容器に入れ持ち帰る形を取っているところが多い。その様は、ガソリンスタンドにおける燃料の販売形態にも似ている。
温泉スタンドで販売される温泉水は、自宅の風呂などで温泉に入浴することを目的で販売されている。そのため、温泉スタンドで販売されている源泉は温泉法による利用の許可は浴用はあっても飲用の許可を得ていない場合が大半であり、飲泉には適さない。
温泉スタンドが設置される目的は、豊富に湧出する源泉の有効利用、温泉の効能を多くの人に味わってもらうため、新たに開かれた温泉地が宣伝を目的とした設置、などが挙げられる。温泉が湧出した際に、温泉入浴施設が整備できるまでのサービスとして温泉スタンドを設置する場合もみられる。

## 温泉スタンドメーカー
門戸の狭い温泉スタンドビジネスにおいて、温泉スタンドの設置を行うにはオーダーメイドによる設置がほとんどであったが、最近になってパッケージ化し定価格化した温泉スタンドを提供している業者も現れてきている。